# بوسپیک
بوسپیک (به لاتین: Bospiek) یک منطقهٔ مسکونی در قرقیزستان است که در شهرستان آق‌سی واقع شده‌است. بوسپیک ۱٬۲۹۵ نفر جمعیت دارد.